# Mesiego
Mesiego (llamada oficialmente Santa María de Mesego) es una parroquia y un lugar español del municipio de Carballino, en la provincia de Orense, Galicia.

## Toponimia
La parroquia también es conocida por el nombre de Santa María de Mesiego.

## Organización territorial
La parroquia está formada por tres entidades de población, constando una de ellas en el nomenclátor del Instituto Nacional de Estadística español:
- Alboyo (O Alboio)
- Mesiego (Mesego)
- Mesiego de Cabo (Mesego de Cabo)

## Demografía
Gráfica demográfica del lugar y parroquia de Mesiego según el INE español:
| Gráfica de evolución demográfica de Mesiego entre 2000 y 2022 |
|                                                               |
| Datos según el nomenclátor publicado por el INE.              |